# 時間だヨ!アイドル登場
『時間だヨ!アイドル登場』（じかんだヨ アイドルとうじょう）は、1974年4月13日から1979年3月31日まで日本テレビ系列局で放送されていた日本テレビ製作の公開バラエティ番組である。

## 概要
毎回人気アイドル歌手をゲストに招き、レギュラーメンバーや一般からの参加者たちが彼女たちとともにゲームやコントを行っていた公開番組である。収録は、レギュラーメンバーのずうとるびを生み出した演芸番組『笑点』と同様に後楽園ホールで行われていた。
この番組は一貫してPT番組だったため、特定のスポンサーは付いていなかった。そのため、『ロッテ 歌のアルバム』（TBS）のように「スポンサー以外の同業者のCMに出演している歌手が出られない」ということはなかった。

## 放送時間
いずれも日本標準時。
- 土曜 13:30 - 13:55 （1974年4月13日 - 1974年9月28日）[1]
- 土曜 17:30 - 18:00 （1974年10月5日 - 1975年9月26日）[1] - 移動とともに放送枠が5分拡大。
- 日曜 12:15 - 12:45 （1975年10月5日 - 1976年3月28日）[1]
- 土曜 17:30 - 18:00 （1976年4月3日 - 1979年3月31日）[1] - 元の時間帯に復帰。

なお、日曜昼時代のみ、一部の系列局では『ズバリ!当てましょう』（フジテレビ系）が同時間枠で遅れネットされていた事もあり、他の時間帯での遅れネットで対処していた。
また、山梨放送では前述の事情もあり、日曜7:00-7:30の遅れネットで放送。
静岡ではテレビ静岡→静岡けんみんテレビ（1978年7月4日放送開始。火曜19:00-19:30の遅れネット）で放送された。

## 出演者

### 司会
当初は福留功男（当時日本テレビアナウンサー）とマリア・エリザベス（森マリア）が務めていたが、1976年頃にマリアが降板し、シェリーに交代、その後は相本久美子が司会に参入した。1978年頃には福留も降板し、替わって徳光和夫（当時日本テレビアナウンサー）が参入した。

### メインレギュラー
当初はフィンガー5がレギュラー出演していたが、彼らが1975年に渡米した後はずうとるびが引き継いだ。途中、メンバーが山田隆夫から池田善彦に替わっても、全体としては引き続きずうとるびが務めていた。

### その他のレギュラー
- ギャートルズ - ずうとるび時代前期に出演。
- 佐々木つとむ - ずうとるび時代前期に出演。
- クリッパー - ずうとるび時代後期に出演。
- ジェロイモ - ずうとるび時代後期に出演。当初は「おかしなインディアン」と名乗って出演していた。詳細はおはよう!こどもショー#1976年10月以降（最晩年）を参照。
- ほか

### アシスタント
- 佐藤ます美
- 福田直代

### 演奏
- 高橋達也と東京ユニオン
- 岡本章生とゲイスターズ

## スタッフ
- 制作：井原高忠、石川一彦、中村公一
- プロデューサー：秋元近史、中村公一、向笠正夫、田中義一
- 演出：須沼望、田中義一、渥美光三、中尾光孝
- 構成：玉井冽、高田文夫、新野隆司、宮田和実、内海譲司、鵜沢茂郎
- 音楽：佐瀬寿一、福島新一、河原和義
- 振付：西条満
- 製作著作：日本テレビ

## テーマソング
フィンガー5時代には『個人授業』の替え歌を、ずうとるび時代には『みかん色の恋』の替え歌をテーマソングに使用していた。またCM終了後の番組再開時にも、テーマソング（時間を数秒程度に短縮したもの）をジングルのように使用していた。

## コーナー
アイドルお絵描き
フィンガー5時代のコーナー。ゲスト歌手1名が下絵の前に立ち、一般参加者たちに「○○を描いてください」「××を描いてください」などと指図する。参加者たちはそれを聞き、目の前にあるボードに絵を描いていく。
終わったら下絵を発表。そして参加者たちが描いた絵を公開し、観客に拍手で審査してもらう。一番拍手の多かった者が勝者となり、賞品を獲得できた。
アイドルカップルゲーム
ずうとるび時代前期のコーナー。歌手とそのファンがペアになって行っていた（ただし、歌手とファンはそれぞれの陣地に離れていた）。
まずずうとるびの代表2名が、台詞が一部抜けたお題コントを行った。
例：（夫）「おいお前、○○○」、（妻）「まあ貴方、×××」、（夫）「やっぱりそうか」、（S・E）「ジャンジャン！」
この後、参加者はそれぞれフリップに台詞を推理して書く。終わったら1チームずつ前に出て、再開したコントの台詞をフリップを公開すると同時に口頭で発表した。
上の例だと：（夫）「おいお前、俺はお前と別れたい」、（妻）「まあ貴方、私も貴方と別れます」、（夫）「やっぱりそうか」、（S・E）「ジャンジャン！」
全チームが終わったら、審査役の佐々木つとむが週替わりのものまねで優勝チームを発表。そのチームには賞品が与えられた。
アイドルパネルゲーム
ずうとるび時代後期のオープニングで行われていたコーナーで、一般参加者たちが挑戦。トランプゲームの「神経衰弱」と同じで10組20枚のパネルを合わせるゲームだが、パネル構成はセット上段に「1」から「16」までの数字が書いてあるパネルが16枚（4×4）、下段には左から「ア」「イ」「ド」「ル」と書かれた巨大パネルが4枚あり、上段のみで6組12枚、上・下段で4組8枚という構成となっている。また下段のパネルの裏はブース状となっており、中には出演者が合う絵柄と同じ物を持って入っている（あるいは身に付けている）。
まず下段パネルを一旦開き、中の物を一旦公開してから開始。先に上段パネルを指定し、その絵柄が下段にあると思ったら下段パネルを指定し、無いと思ったら上段パネルの他を指定。どちらも絵柄が一致したら1点獲得、さらに引き続きパネルを指定できた。合わなかったら相手に交代。制限時間1分が来たら終了。点数の多かった参加者が賞品を獲得。この後、（ずうとるびの代表）「この番組のタイトルは？」、（勝者）「時間だヨ！」、（全出演者&観客）「アイドル登場！」というオープニング口上があった。
アイドルラブレター
前半の名物コーナー。途中で「アイドルプロポーズ」と改題しながらも、フィンガー5・ずうとるび両時代一貫して行われた。
まずゲスト歌手1名が現れ、自分宛に出された手紙を読む。その後、その手紙の差出人と思われる一般参加者3名が登場。
例によってそのうちの1名が本物であったが、実は偽物2名も登場歌手のファンだった。
歌手は3名に様々な質問を出し、3名はそれぞれ答えた。時間が来たら、歌手は真の差出人だと思う人を口頭で答えた。正解するとその差出人と1分間デートが楽しめた。なお、参加者には参加賞と登場歌手のサイン入り最新LPレコード1枚が贈られ、さらには登場歌手の曲紹介をする権利が与えられた。
マリアが在籍していた時期にはマリアは必ず4番の参加者となり（つまり偽物）、毎回ボケた答えを出していた。
アイドルコント
後半コーナー。これもフィンガー5・ずうとるび両時代一貫して行われていた。
フィンガー5時代には、マリアが毎回日本語の分からない外国人役で出演。そのため、コントに参加するゲスト歌手は、やる前に「英語の先生」に必要な英語を教わってから参加。終わったら、コント内で分からなかった英語を「英語の先生」が解説した。
ずうとるび時代には英会話が廃止された代わりに、番組のオリジナルギャグが2つ登場した。
江藤博利が「○○だけに××（あるいは「これがホントの○○」）、なんちゃって！」とダジャレをかますと、突然けたたましい音楽が流れ、出演者はステージ上をバタバタと動き回った。さらに山田隆夫が在籍していた時期には、山田が変な衣装でその場を横切っていた。驚いたりすると「ショック！」と叫び、音楽に合わせて両腕を大きく回した。

## 正月特番
1975年からは、毎年1月に正月特番を放送していた。この正月特番のみPT番組ではなく、スポンサーが複数付いての放送を行っていた。
初夢だヨ!アイドル登場
放送日時：1975年1月2日（木曜） 9:00 - 10:00
ゲスト：郷ひろみ、山口百恵 ほか
初夢だヨ!アイドル登場 新春びっくり合戦
放送日時：1976年1月2日（金曜） 13:00 - 13:55
ゲスト：野口五郎 ほか
爆笑!! 夢の10年ひと昔
放送日時：1977年1月3日（月曜） 16:00 - 17:00
ゲスト：西城秀樹、桜田淳子、山口百恵 ほか
爆笑!! 初め良ければ…
放送日時：1978年1月3日（火曜） 15:30 - 16:30
ゲスト：ピンク・レディー、野口五郎、山口百恵 ほか
爆笑マンガヒーロー大集合
放送日時：1979年1月3日（水曜） 16:00 - 17:00
ゲスト：沢田研二、ピンク・レディー、郷ひろみ ほか